# Walter Frederick Hunt
Walter Frederick Hunt (auch Walter Fred Hunt, Walter F. Hunt, * 6. September 1882 in Cincinnati, Hamilton County, Ohio; † 19. Dezember 1975 in Ann Arbor, Washtenaw County, Michigan) war ein US-amerikanischer Mineraloge und Petrologe.

## Leben

### Familie und Ausbildung
Der gebürtige Cincinnatier Walter Frederick Hunt war der Sohn von Henry William Hunt und Ida Hunt, geborene Balser. Er studierte seit 1900 Chemie an der University of Michigan. 1904 graduierte er zum Bachelor of Arts in Chemistry. Im Anschluss wechselte er zum Studium der Mineralogie bei Edward H. Kraus, erwarb 1905 den Grad eines Master of Arts und wurde 1915 zum Doctor of Philosophy promoviert.
Walter Frederick Hunt, Mitglied der Kongregationalistischen Kirche, vermählte sich am 3. Juni 1909 mit Stella Taft Edwards (1884–1944). Der Beziehung entstammten die Kinder Marjorie Louise Hunt Muehlig (1911–1972) und Frederick William Hunt (1913–1989). Am 14. August 1950 heiratete er in zweiter Ehe in Jackson, Michigan Janice A. Goodall. Walter Frederick Hunt verstarb im Dezember 1975 im Alter von 93 Jahren.

### Beruflicher Werdegang
Walter Frederick Hunt trat im Jahre 1906 eine Stelle als Instructor in Petrology am Department of Mineralogy der University Michigan an. 1918 wurde er zum Associate Professor, 1922 zum Full Professor befördert und im Jahre 1933 zum Chairman des Department of Mineralogy und Director des  Mineralogical Laboratory ernannt. Walter Frederick Hunt wurde 1951 in den Ruhestand verabschiedet, 1952 wurde er emeritiert.
Walter Frederick Hunt, der zu den renommiertesten Mineralogen und Petrologen der Vereinigten Staaten seiner Zeit zählte, fungierte in den Jahren 1922 bis 1957 als Editor des American Mineralogist. Der überzeugte Anhänger der Republikaner wurde zum Fellow der Mineralogical Society of America, die ihn 1957 mit der Roebling Medal auszeichnete, der Geological Society of America sowie der American Association for the Advancement of Science gewählt. Er hatte  Mitgliedschaften in der American Association of University Professors und in der wissenschaftliche Vereinigung Sigma Xi inne.

## Publikationen
- The origin of the sulphur deposits of Sicily. Economic geology Publishing Company, Lancaster, Pa., 1915
- zusammen mit Edward Henry Kraus: Tables for the determination of minerals by means of their physical properties, occurrences, and associates. 2. ed. McGraw-Hill, London, New York, 1930.
- zusammen mit Edward Henry Kraus, Lewis S. Ramsdell: Mineralogy : an introduction to the study of minerals and crystals. 5th ed. McGraw-Hill, New York, Toronto, London, 1959

## Ehrungen
- Das 1943 durch George T. Faust entdeckte Mineral Huntit wurde nach ihm benannt.